# شارل بلاوت
شارل بلاوت (انگلیسی: Charles Blavette؛ ۲۴ ژوئن ۱۹۰۲ – ۲۱ نوامبر ۱۹۶۷) بازیگر اهل کشور فرانسه بود.
از فیلم‌هایی که وی در آن نقش داشته‌است، می‌توان به تونی، چشمان بدون صورت، مارسییز، پیکنیک روی علف، همه خطرات را در نظر بگیرید، غیبت طولانی، زندگی از آن ماست، عاشقان ورونا و خرمن اشاره نمود.